# 翁讷贝格
翁讷贝格是德国巴伐利亚州的一个市镇。总面积18.00平方公里，总人口1495人，其中男性738人，女性757人（2011年12月31日），人口密度83人/平方公里。